# Isuzu Gemini
El Isuzu Gemini fue un vehículo subcompacto del segmento C, construido durante varias generaciones por Isuzu y fue vendido entre los años 1974 y 2000. El mismo vehículo fue construido y vendido bajo distintos nombres, en ocasiones por otras marcas pertenecientes a General Motors, siendo distribuido en varios mercados alrededor del mundo.

## Primera generación (1974-1987)
El  Isuzu Gemini, visto por primera vez en noviembre de 1974, se basó en la tercera generación del Opel Kadett C sobre la plataforma de General Motors denominada «T», se construyó en carrocerías sedán de cuatro puertas y cupé de dos puertas. El coche fue inicialmente llamado Isuzu Bellet Gemini y en 1976, el nombre fue cambiado a Isuzu Gemini. El nombre clave del chasis fue PF50, del mismo modo, las siguientes versiones de 1.8 litros tanto a gasolina o diésel fueron llamadas PF60 y PFD60 respectivamente.
En 1976 equiparon a los Géminis con un motor de 1.3 litros conocido como el 1g13c, que fue adoptado por Opel en Alemania para su Opel Kadett.
En junio de 1979, el Gemini recibió una nueva perspectiva, la que incluía una nueva parrilla inclinada, focos delanteros rectangulares y un rediseño de la parte trasera. Los cambios fueron en realidad más amplios, incluyendo un compartimento del motor rediseñado; y una abertura de radiador más ancho permitieron incluir en noviembre dos nuevos tipos de motorización, el motor «doble árbol de levas» G180W y el nuevo 4FB1 diésel, que requerían radiadores más grandes para obtener más enfriamiento.
En Japón, versiones deportivas del Gemini estuvieron disponibles, bajo los nombres ZZ/R, ZZ/T y ZZ/E. Utilizando el motor Isuzu G180W de 1.8 litros y 8 válvulas DOHC, la mayoría con inyección directa, estos modelos además equiparon una palanca de cambios acortada y opcionalmente de fábrica se podía incluir un diferencial autoblocante (LSD). También fue agregada una versión diésel con inyección electrónica, la que proveía un 8 % más de potencia que la versión regular. Para aquellos que querían más, estuvo disponible una versión turbo diésel.
El Isuzu Gemini fue comercializado en varios países asiáticos y europeos. Isuzu produjo plataformas «T» para el mercado de Estados Unidos. Motores Isuzu de gasolina y diésel fueron utilizados en el  Holden Gemini. Un motor Isuzu diésel también fue utilizado en los Estados Unidos para el Chevrolet Chevette.

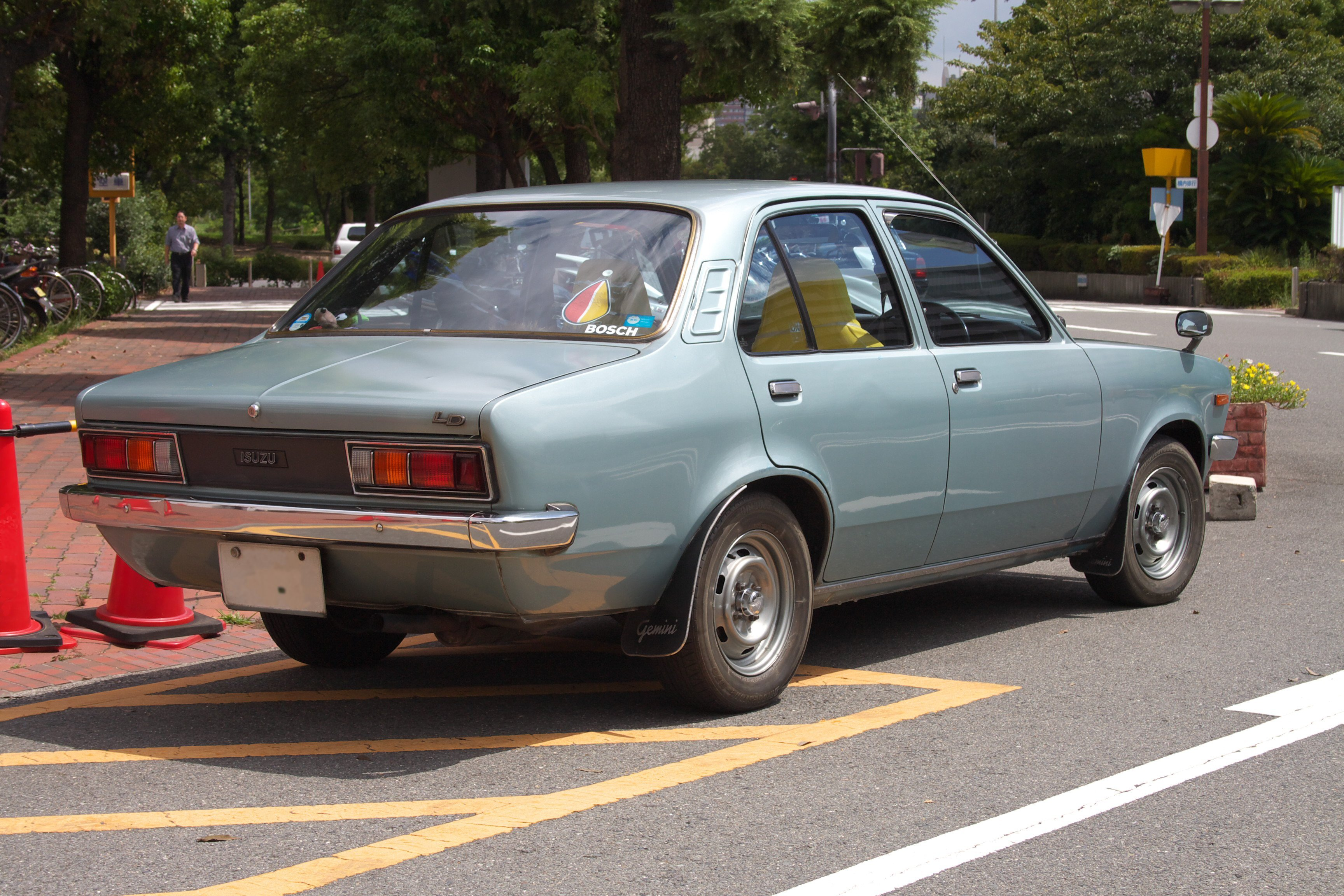
Isuzu Gemini PF (1980)

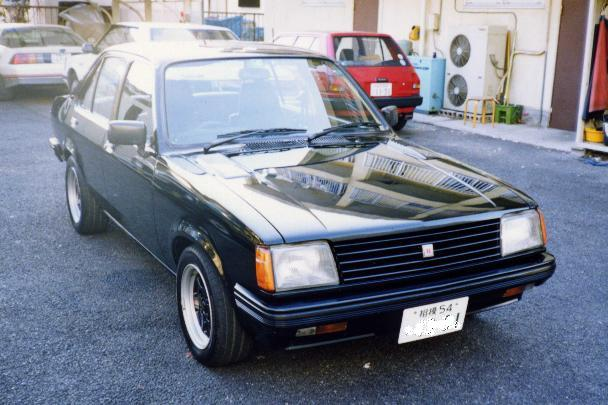
Isuzu Gemini ZZ-R (1983-1987)

## Isuzu Piazza
En 1978, Isuzu encargó a Giorgetto Giugiaro el diseño de un nuevo automóvil deportivo para reemplazar el Isuzu 117 Cupé (también un diseño Giugiaro), denominándolo Isuzu Piazza, un cupé deportivo de tres puertas basado en la plataforma T del Isuzu Gemini.

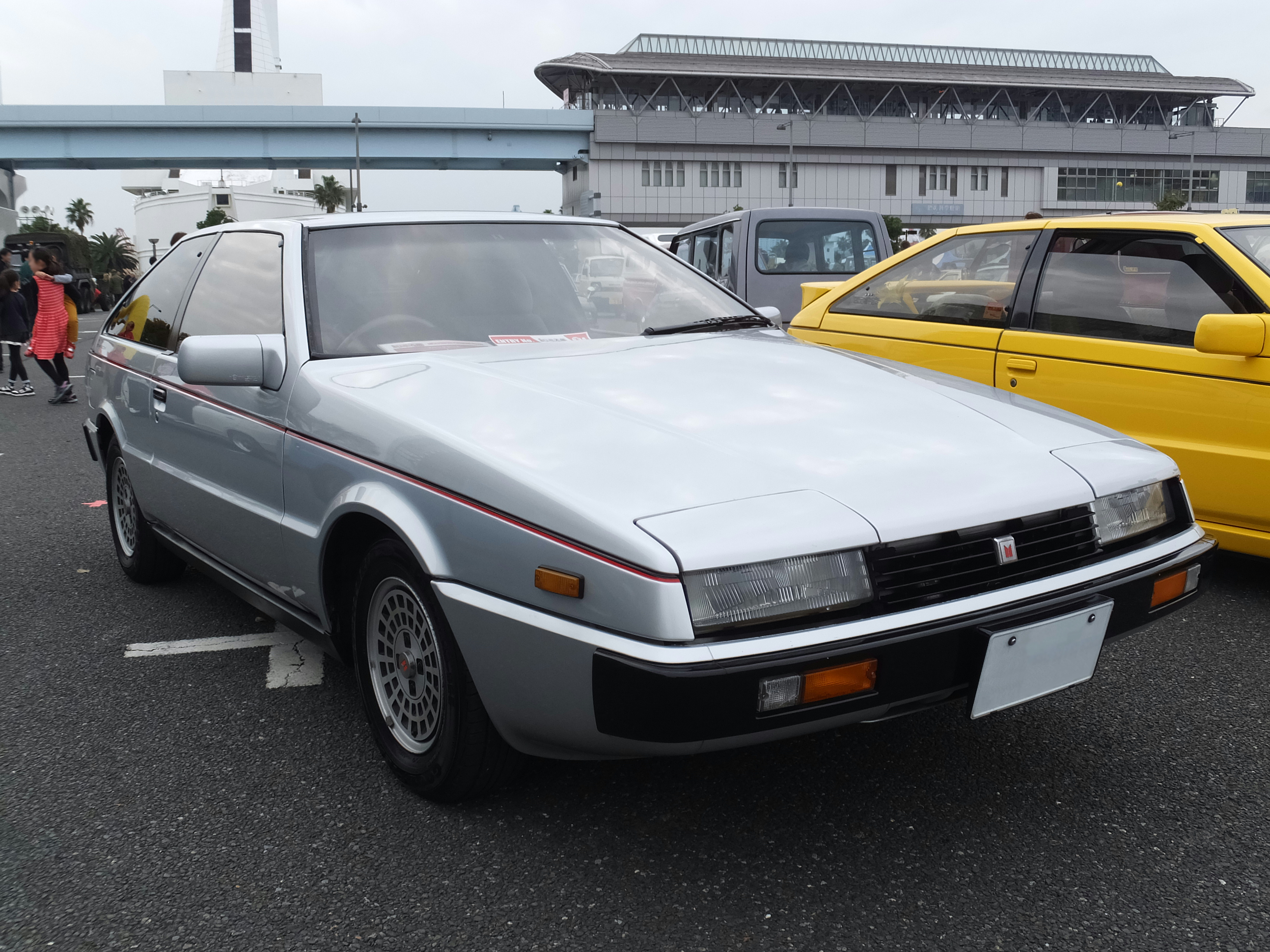
Isuzu Piazza (1980-1990)

Isuzu permitió a Giugiaro rienda suelta sobre el diseño. El resultado de este esfuerzo fue el hatchback de tres puertas en forma de cuña denominado prototipo y automóvil de exhibición Asso di Fiori («As de Clubes»). Se mostró en el Salón del Automóvil de Tokio de 1979 con excelentes críticas.
El Isuzu Piazza se comercializó como el Isuzu Impulse en Norteamérica en 1983 y como el Holden Piazza en Australia en 1986. En el Reino Unido fue el primer automóvil de pasajeros Isuzu ampliamente disponible.

## Australasia
- Holden Gemini - Australia (1975-1984)

General Motors Holden Limited., construyó una versión de la  «T» en Acacia Rige, Queensland, Australia llamada Holden Gemini basado en el Isuzu Gemini desde 1975 a 1984.
Además de los modelos sedán y cupé, Holden en Australia ofreció los Géminis como familiar de tres puertas y una furgoneta de panel de tres puertas, los cuales fueron derivados del Opel Kadett C «Caravan» y Vauxhall Chevette «Estate», con guardabarros y capó frontal del Isuzu Gemini. Los paneles laterales de la furgoneta provenían del Bedford Chevanne (también basado en Vauxhall Chevette), este tenía un piso trasero plano, sin asientos traseros y como mencionado, paneles en lugar de las ventanas laterales.
El Gemini fue equipado con un 1584cc Isuzu de 4 cilindros OHC con tapa de aluminio de flujo transversal, bloque de hierro fundido, y  leva accionada por cadena. Desde 1981 hasta 1985, un Isuzu 1.8 litros OHC de 4 cilindros diésel también estaba disponible.
En 1983 se vio un modelo de alto rendimiento, llamado ZZ/Z (triple zetas). El ZZ/Z siempre fue plateado, con un kit para la carrocería que consta de una barra estabilizadora delantera, divisores de viento en la parte superior de los guardabarros delanteros, un spoiler en el maletero, llantas de aleación y calcomanías ZZ/Z azules y negras. A menudo se percibe que el ZZ/Z viene con el motor de dos árboles de levas que se usó en el Isuzu Gemini ZZ/R de la misma época, sin embargo, el ZZ/Z era estrictamente una versión cosmética y venía con el tren de rodaje estándar de otros modelos. Una caja de cambios manual de cinco velocidades era estándar, con engranajes algo alterados, una transmisión automática no estaba disponible.
El Holden Gemini fue el coche del año de la revista «Wheels» en 1975.
- Vauxhall Chevette / Isuzu Gemini - Nueva Zelanda (1977-1984)

Nueva Zelanda tenía el Vauxhall Chevette y el Isuzu Gemini, mientras que la vecina Australia solo tenía el Holden Gemini basado en el Isuzu Gemini.
En Nueva Zelanda inicialmente se vendieron como Isuzu, ya que la marca ya había sido establecida por la anterior Bellett.
General Motors New Zealand Ltd. (ahora Holden New Zealand Ltd.) fabricó el Vauxhall Chevette entre 1976 y 1981. Los kits (CKD) fueron enviados desde el Reino Unido para su montaje en la planta de Trentham, Wellington, Nueva Zelanda. Todos los modelos Vauxhall Chevette  estaban disponibles, los primeros modelos construidos fueron hatchbacks de tres puertas, y cada uno fue equipado con el 1256cc OHV motor de 4 cilindros. En 1979, la Radial Tuned Suspension (RTS) (Suspensión sintonizada radial) del  Holden Gemini se incorporó a los Vauxhall Chevettes de Nueva Zelanda.
La producción del Chevette de Nueva Zelandia cesó en junio de 1981, cuando fue reemplazado por la Holden Gemini, que para el mercado de Nueva Zelanda había sido inicialmente vendida como Isuzu a mediados de la década de 1970 y luego había sido descartado antes de ser reintroducido. El Chevette fue el último producto GM de origen británico que se ensambló en Nueva Zelanda.
Desde 1981 hasta 1985, el Holden Gemini fue importado desde Australia a Nueva Zelanda.

## Corea del Sur

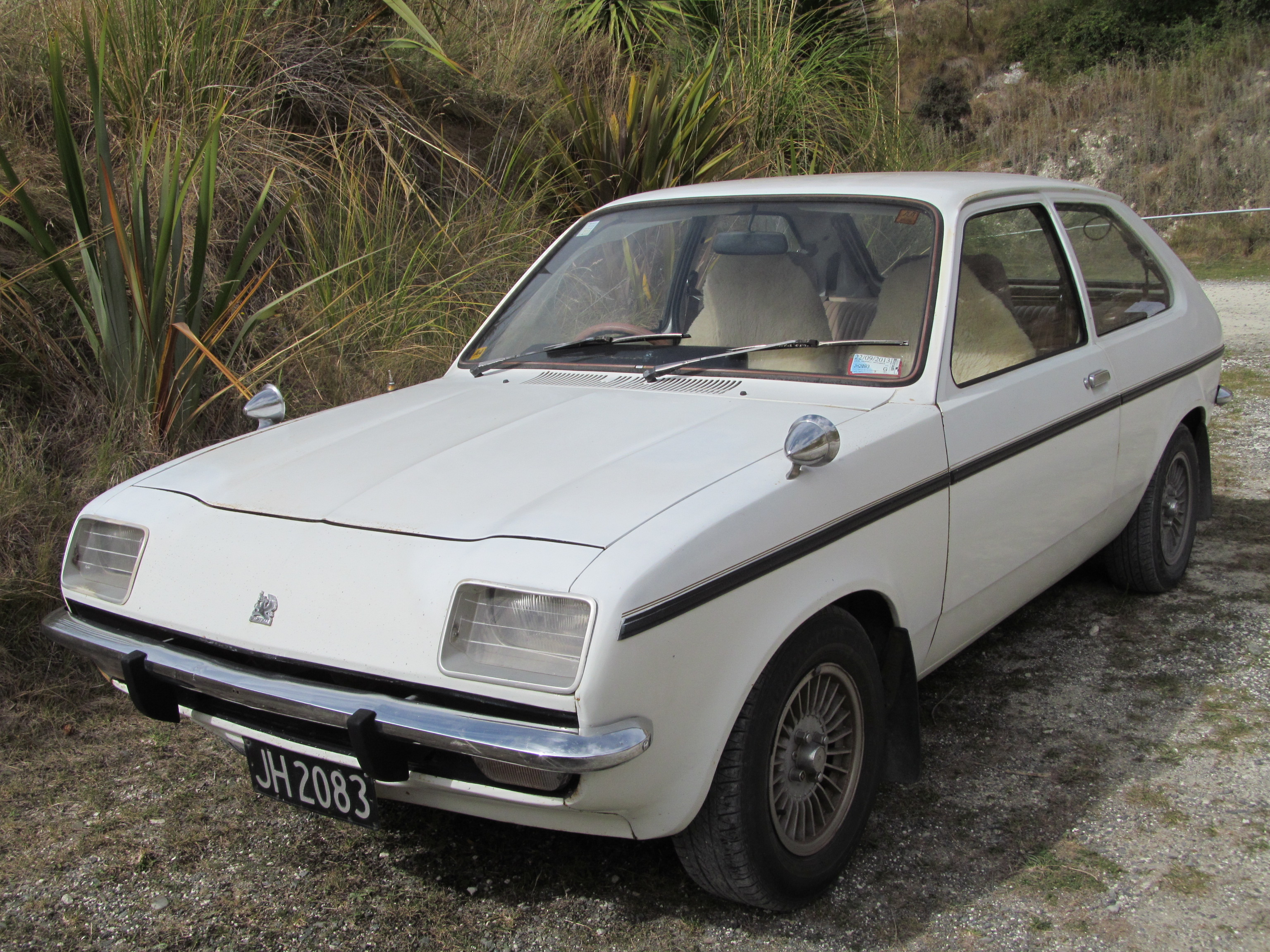
Vauxhall Chevette GL hatchback de 3 puertas neozelandés (1978).

Corea del Sur comenzó la producción en 1976, con un diseño basado en el Isuzu Bellett Gemini sedán cuatro puertas. (conocido bajo el nombre de «Saehan Bird» en versiones de exportación). Hubo también una versión pickup llamada Saehan Max (más tarde llamada Daewoo Max). El desarrollo del Max estaba separado de las camionetas Chevy 500 producidas por General Motors do Brasil. La Max tenía las puertas delanteras del Saehan Gemini sedán 4 puertas, mientras que la camioneta Chevy 500, la plataforma deriva del Chevrolet Chevette sedán dos puertas.
Después de que el Grupo Daewoo obtuviera el control en diciembre de 1982, desde enero de 1983, el nombre se cambió oficialmente a Daewoo Motor Co. Todos los modelos de Saehan fueron nombrados Daewoos, el Maepsy siendo refrescado se convirtió en el Maepsy-Na.
- Saehan Gemini (1977-1981) - («Saehan Bird» para la exportación).
- Saehan Maepsy / Daewoo Maepsy / Daewoo Maepsy-Na (1982-1989) .
- Saehan Max / Daewoo Max pickup (1977-1988).

## Sureste asiático
- Opel Gemini (1975-1983)  - Malasia y Tailandia

General Motors distribuyó y vendió el coche en Malasia y Tailandia, donde fue llamado Opel Gemini.

## América del Norte

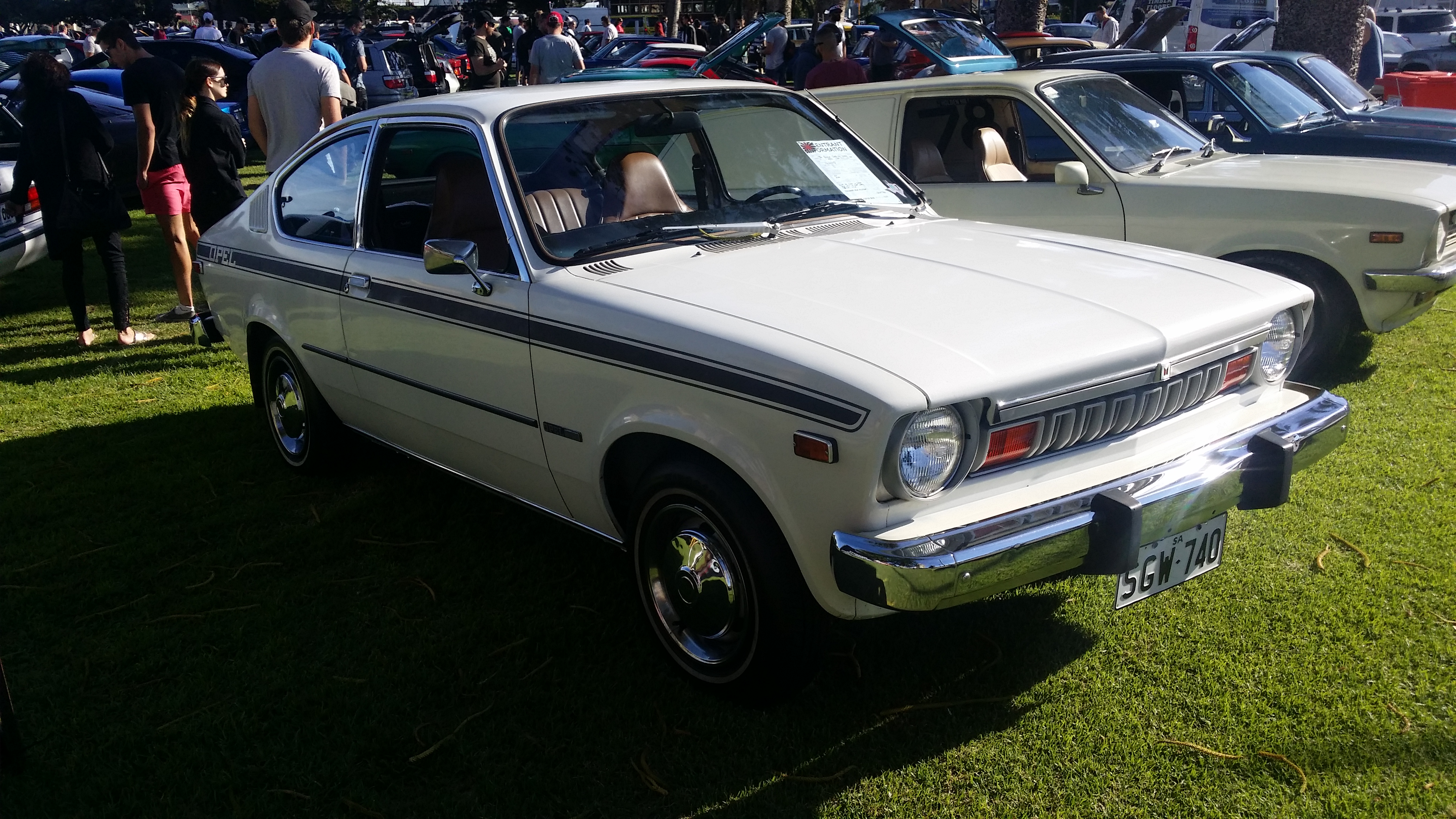
Buick Opel cupé (1976).

- Opel Isuzu / Buick Opel (1976-1979) - Estados Unidos y Canadá.
- Isuzu I-Mark (1981-1984) - Estados Unidos y Canadá.

La versión para el mercado norteamericano el Isuzu Gemini fue comercializado originalmente como el «Opel by Isuzu» y luego el «Buick Opel» (a veces denominado «Buick Isuzu Opel»).  Apareció por primera vez a fines de 1975, para el año modelo 1976, y reemplazó al Kadett construido en Alemania, que se había vuelto demasiado caro como resultado del debilitamiento del dólar y el aumento de los costos en Alemania. Se ofreció como sedán de cuatro puertas o cupé de dos puertas.
Para el año modelo 1981, el Gémini se metamorfoseó en el Isuzu I-Mark. El motor diésel estaba disponible en el I-Mark, pero el motor estándar era una versión de 78 hp (58 kW) (SAE net) del motor G180Z de 1.8 litros. El diésel tenía una potencia de 51 hp (38 kW) a 5000 rpm. El I-Mark se ofreció como sedán de cuatro puertas y cupé dos puertas.

## Segunda generación (1985-1990)

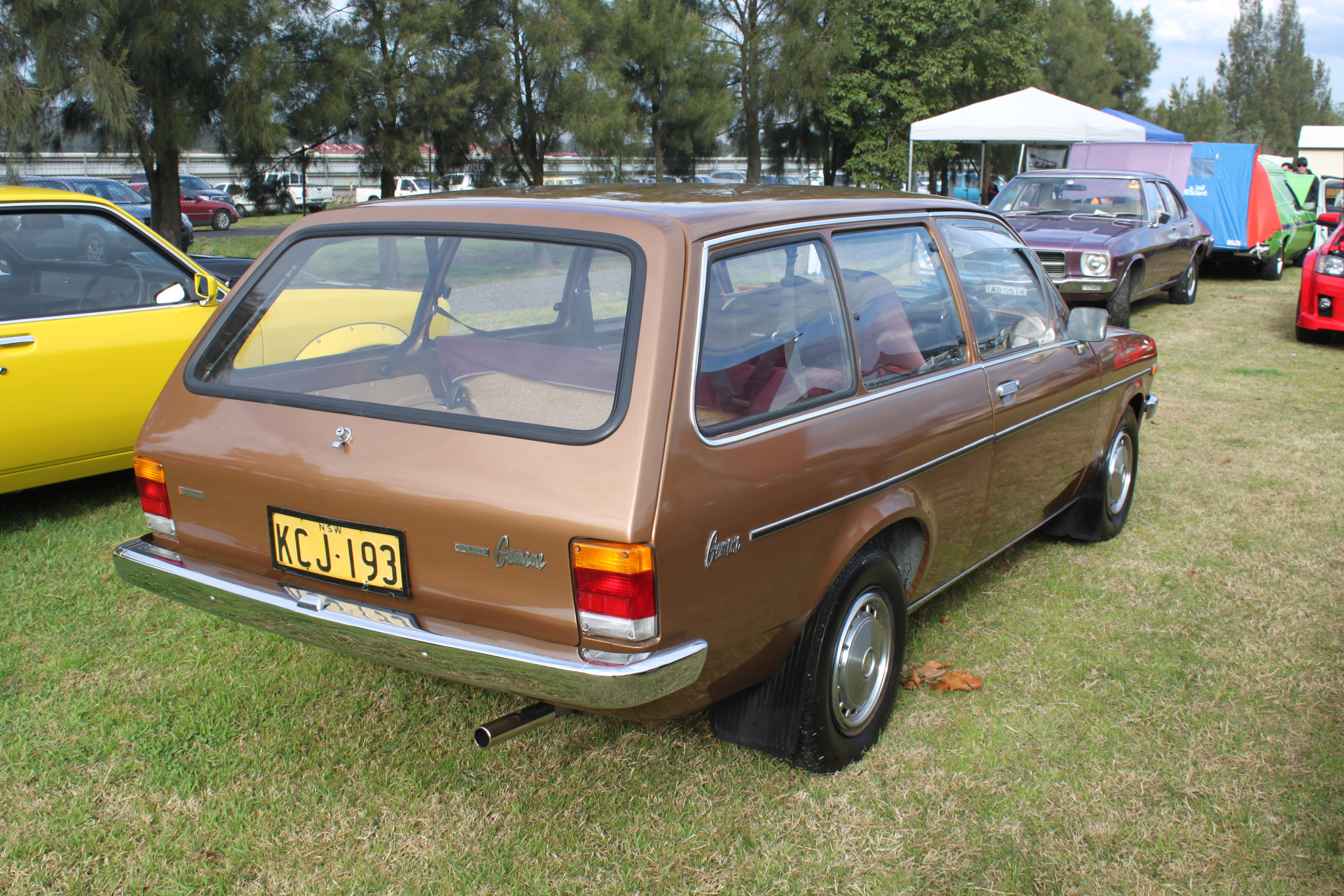
Holden Gemini TD familiar (1979)

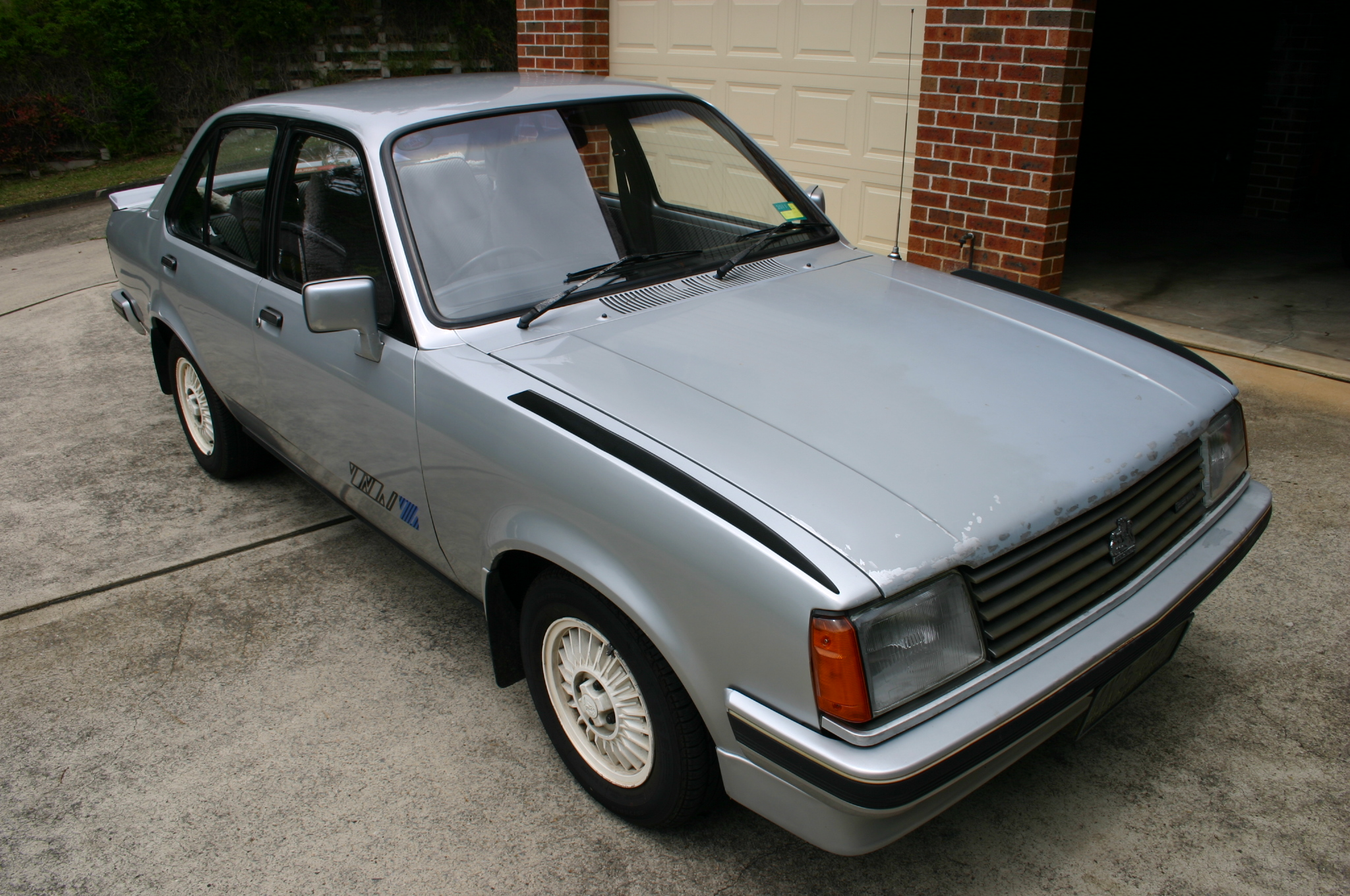
Holden Gemini ZZ/Z (1983)

General Motors buscó un reemplazo para su plataforma T Kadett/Gemini del coche internacional, y esta vez, en vez del diseño del edificio uno en varios continentes, decidían a construir un coche del mundo en una localización y a exportarlo a varios continentes. Pues la fabricación de la plataforma T traspaso a Isuzu en Japón por razones económicas, tan la fabricación del reemplazo. En 1984, Isuzu comisionó otra vez Giorgetto Giugiaro que era responsable de los 117 cupé y la plaza. Esta vez, él debía diseñar un coche de la economía en la nueva plataforma de rueda delantera del R-cuerpo del mecanismo impulsor.
El R-cuerpo ofreció una suspensión del frente del puntal de MacPherson  y la suspensión de la parte posterior del árbol de la viga, que  presagiaron la mayor parte de las ofrendas del GM con su  formación  modelo actual. El diseño de Giugiaro siguió el diseño de la plaza  muy de cerca en dimensión de una variable y el detalle, aunque las  proporciones hicieron que los géminis aparecen más cortos y más altos en su versión de tres puertas, y un sedán de cuatro puertas (parte posteriora de la muesca) también fueron diseñados.

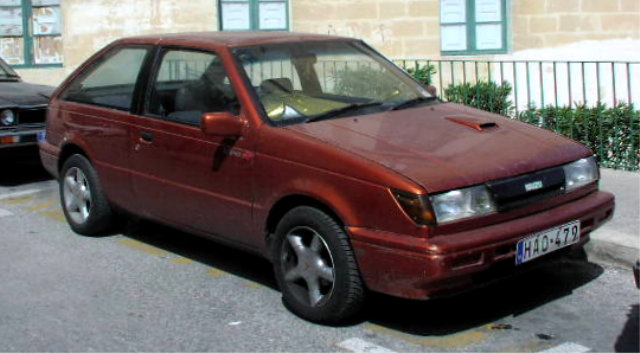

Desafortunadamente para cada uno implicado, Isuzu presentó los diseños al GM antes de congelarlos, y el GM pidió un número de cambios del detalle a ellos sin siempre consultar al diseñador, Giugiaro, que fue tomado como insulto, y terminó el lazo largo entre el constructor más viejo italiano conocido del diseñador y del coche de Japón. El insulto era bastante serio a Giugiaro que él negó el coche era su diseño hasta una década después de que el vehículo saliera de la producción.
Introdujeron a los géminis del R-cuerpo en 1985. En Japón, el vehículo estaba disponible con 1.5 un motor del litro SOHC, 1.5 litros turbocharged el motor, y el motor diésel de 1.7 litros. 1.6 un motor del litro DOHC fue introducido en finales de 1987. Los niveles del ajuste fueron variados extensamente, de modelos básicos a Irmscher y a las versiones templadas loto, y el un montón de opciones del equipo opcional y del distribuidor estaba disponible.
En los Estados Unidos, el vehículo estaba disponible de Chevrolet (y de un Geo más último) como el espectro, o de Isuzu ellos mismos, como la Yo-Marca. La división de Pontiac del GM vendió la Yo-Marca como el Pontiac Sunburst en Canadá a partir de 1985 a 1988. Pontiac continuó el Sunburst porque se sentía que el motor era un poco débil y no tenía mucho funcionamiento. El GM Canadá anunció que el reemplazo del Sunburst sería los grados óptimos del pasaporte en 1989. Para el GM, esto era un vehículo del nivel de entrada para atraer a compradores jóvenes y a competir con la inundación de los coches compactos japoneses que inundaban el mercado de los Estados Unidos. El espectro faltó muchos de las opciones y del equipo de la Yo-Marca, aunque ambos estaban disponibles con los 1.5 litros SOHC no-turbo y los motores de turbo, pero no se ofreció ningunos motores diésel en los Estados Unidos. La Yo-Marca modelo de turbo fue llamada el modelo de RS en 1988 y después cambiada al modelo del LS en 1989. La Yo-Marca estaba disponible con 1.6 el motor del litro DOHC en 1989 solamente, pues el modelo de RS. En 1988 y 1989, los modelos del LS y de RS fueron ofrecidos con la suspensión templada loto, la suspensión más deportiva que ofrecía apagadores más rígidos, tarifas alternas del resorte, y barras más grandes del sacudimiento.

## En otros mercados
- Isuzu I-Mark (1985-1989) - Estados Unidos y Canadá.
- Isuzu Gemini (1985-1990) - Japón, Europa, y América Central.
- Chevrolet Spectrum (1984-1988) - Estados Unidos y Canadá.
- Geo Spectrum (1988-1989) - Estados Unidos.
- Pontiac Sunburst (1985-1989) - Canadá.
- Holden Gemini (1985-1987) - Australia y Nueva Zelanda.
- Chevrolet Gemini (1985-1990) - Chile y Argentina.

## Tercera generación (1990-1993)
Reajustaron los géminis para 1990, y la versión del cupé fue renombrada como Géminis Cupé. Los modelos pasados fueron producidos en 1993.
Los Géminis Cupé de Isuzu eran la base para el impulso de Isuzu y la tormenta de Geo en los Estados Unidos y el Canadá, y para el Asüna Sunfire que no fue vendido en el mercado canadiense por los 1993 años modelo solamente.
Un sedán de 4 puertas con los componentes mecánicos similares fue vendido como la punta de lanza de Isuzu en los Estados Unidos y el Canadá. En las versiones de Geo, faltaron algunas de las características más costosas y avanzadas de las versiones de Isuzu (y Asüna).
Según el volumen 80 del coche que labraba el compartimiento [1] el diseño del sedán de 4 puertas fue basado directamente en un estudio del proyecto para las S-Series de Saturno del GM. El GM rechazó el diseño (que se había desarrollado de un prototipo conocido como el “poco coche rojo”) en 1985 y lo dio encima a Isuzu.
Llamaron los géminis 1993 de Isuzu Cupé GT/r también la aguja GT/r que era el último del clan de los géminis. Fue substituido por varios modelos cívicos de Honda.
No obstante Opel hizo un motor nuevo de Kadett, también basado en el 1g13c, conocido como el Kadett MkII 1g13de (1300 DOHC EFI), 1g13du (cara gemela de 1300 DOHC), 1g13te (1300 SOHC turbo) y 1g13dte (1300 DOHC turbo). Todas estas variaciones fueron utilizadas en el último modelo del Geminis -- Impulso de Isuzu, plaza de Isuzu, géminis MkII, aguja de Isuzu, géminis MkII, Holden Sunfire, Opel Kadett, Opel/Vauxhall Tigra y Asüna Sunfire de Isuzu de Holden.

## Cuarta generación (1993-1996)
La producción de Isuzu Gemini fue terminada y substituida por una versión del Honda Integra.

## Quinta generación (1997-2000)

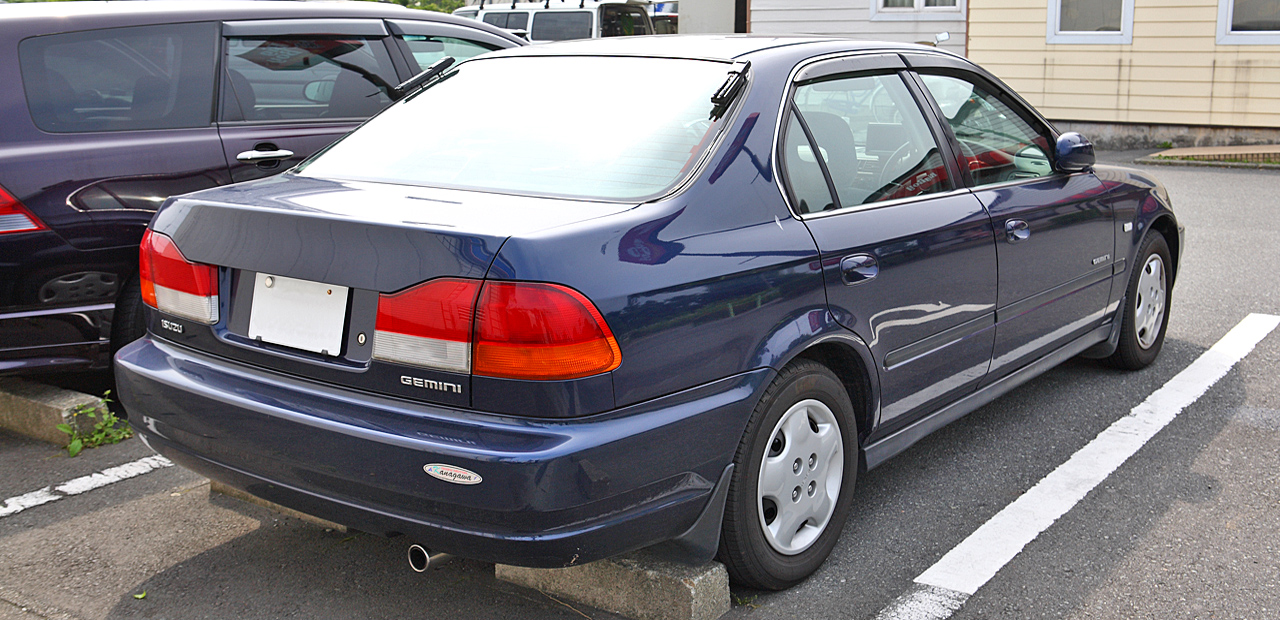
Isuzu Gemini rear

El Gemini de quinta generación era un sedán de segunda generación Honda Domani rebautizado, un automóvil que también se comercializó como Civic en Europa. La producción de este modelo cesó en 2000. Como de costumbre, el Gemini estaba disponible en una alineación mucho más limitada. que el de la versión relacionada de Honda, con un solo estilo de carrocería y un motor de 1.5 o 1.6 litros. 

## Seguridad
En Australia, evaluaron los géminis 1982-1984 de Holden en los grados usados 2006 de la seguridad del coche como proporcionando a la protección “perceptiblemente peor que media” para sus inquilinos en caso de una caída.